# Jan Smets
Jan Smets (2 de enero de 1951, Gante) es un funcionario belga. Fue gobernador del Banco Nacional de Bélgica desde el 11 de marzo de 2015 hasta el 2 de enero de 2019. Anteriormente, fue jefe de personal de los primeros ministros Wilfried Martens y Jean Luc Dehaene, y el director del Banco Nacional. Se considera que él es un funcionario adscrito al partido político Cristiano Demócrata y Flamenco.

## Biografía
Se graduó como licenciado en ciencias económicas en la Universidad de Gante en 1972 y trabajó para el departamento de estudios del Banco Nacional de Bélgica. En 1982, fue contratado como experto en los comités sobre "Inflación" y "Competitividad" del Consejo Central de Economía , y un año más tarde como jefe del ejecutivo, así como el experto belga en el grupo de trabajo de la Comisión Europea sobre política monetaria, trabajando en nombre del Comité de Gobernadores de los Bancos Centrales de la Comunidad Económica Europea. En 1986 fue nombrado presidente de la Comisión sobre el Índice de precios al consumo belga, un puesto que mantuvo hasta 1992.
En 1988, hace una incursión desde el banco central a la política, y es diputado jefe del gabinete del vice primer ministro Dehaene, siendo responsable de la política general. En 1991 fue jefe de personal del gabinete socioeconómico del primer ministro Martens, una posición que, un año más tarde, conservó cuando Dehaene se convirtió en el primer ministro.
En 1994, se produce su regreso definitivo al Banco Nacional, como jefe del Departamento de Estudios. De 1995 a 1996 es presidente del grupo de trabajo "Diagnóstico y desafíos para los bancos Belgas" bajo la dirección del ministro de Finanzas. En 1999, fue nombrado con el cargo de director del banco por un mandato de seis años. De 1999 a 2002, le fue asignado la preparación de la introducción del euro, como comisario general para el euro, en una función similar a la del Foro Nacional para la introducción del euro holandés. En el año 2005 y el 2011, su mandato como director, fue extendido por seis años más. A finales de 2013, el gobierno decide que el mandato del gobernador Luc Coene debe ser renovado por un año. El 11 de marzo de 2015 es nombrado gobernador del Banco Nacional de Bélgica. Podrá ostentar el cargo de gobernador hasta el 2 de enero de 2018, fecha en que la que se tendrá que retirar al cumplir la edad de 67 años. La renovación, de producirse, sería únicamente con el consentimiento previo del Gobierno Federal de Bélgica.
Smets también es activo en el mundo académico flamenco, desde el año 2001 como presidente de la junta de directores de la universidad católica Economische Hogeschool Sint-Aloysius o EHSAL (más tarde, el HUB-KAHO y ahora Odisee). Como presidente y miembro de la Asociación KU Leuven, se sienta también en el consejo de administración de la KU Leuven.
Smets ocupa los siguientes cargos, además de los del Banco Nacional Belga:
- miembro del Comité de Estabilidad Financiera
- vicepresidente (desde 1999) del Consejo Superior para el Empleo
- miembro de la comisión de estudio para el envejecimiento (Alto Consejo de Finanzas)
- director del Instituto Belga de Finanzas Públicas
- presidente del Comité Directivo del Foro Financiero Belga (desde 2001)
- administrador adjunto del Banco de Pagos Internacionales (Basilea), y director de 2014
- miembro del Comité de Política Económica de la OCDE (desde 1999)
- miembro del Comité ejecutivo de la Revista Internacional de la Banca Central (desde 2004)
- miembro del Alto Consejo de Finanzas (desde 2012)
- miembro de la Oficina del Alto Consejo de Finanzas (desde 2012)
- el presidente de la Junta de Directores de la Universidad de Odisee
- miembro de la Junta de Directores de la KU Leuven